# Kastanjebukig stentrast
Kastanjebukig stentrast (Monticola rufiventris) är en asiatisk bergslevande fågel i familjen flugsnappare inom ordningen tättingar.

## Kännetecken

### Utseende
Kastanjebukig stentrast är en relativt stor (23 cm) blå och kastanjebrun stentrast. Hanen är koboltblå på ovansidan, mörkblå i ansiktet och på strupen och kastanjebrun under. Utanför häckningstid är fjädrarna på manteln och skapularerna gråbrunspetsade. Till skillnad från blåtrast av underarten philippensis (som har rostfärgad undersida) är den mörkare i färgerna och saknar dennas bandning på undersidan. Honan är gråbrun och skiljer sig från andra stentrastar genom sin stora beigevita fläck bakom örontäckarna, tydlig beigevit ögonring och enhetligt fjällig undertill på beige botten.

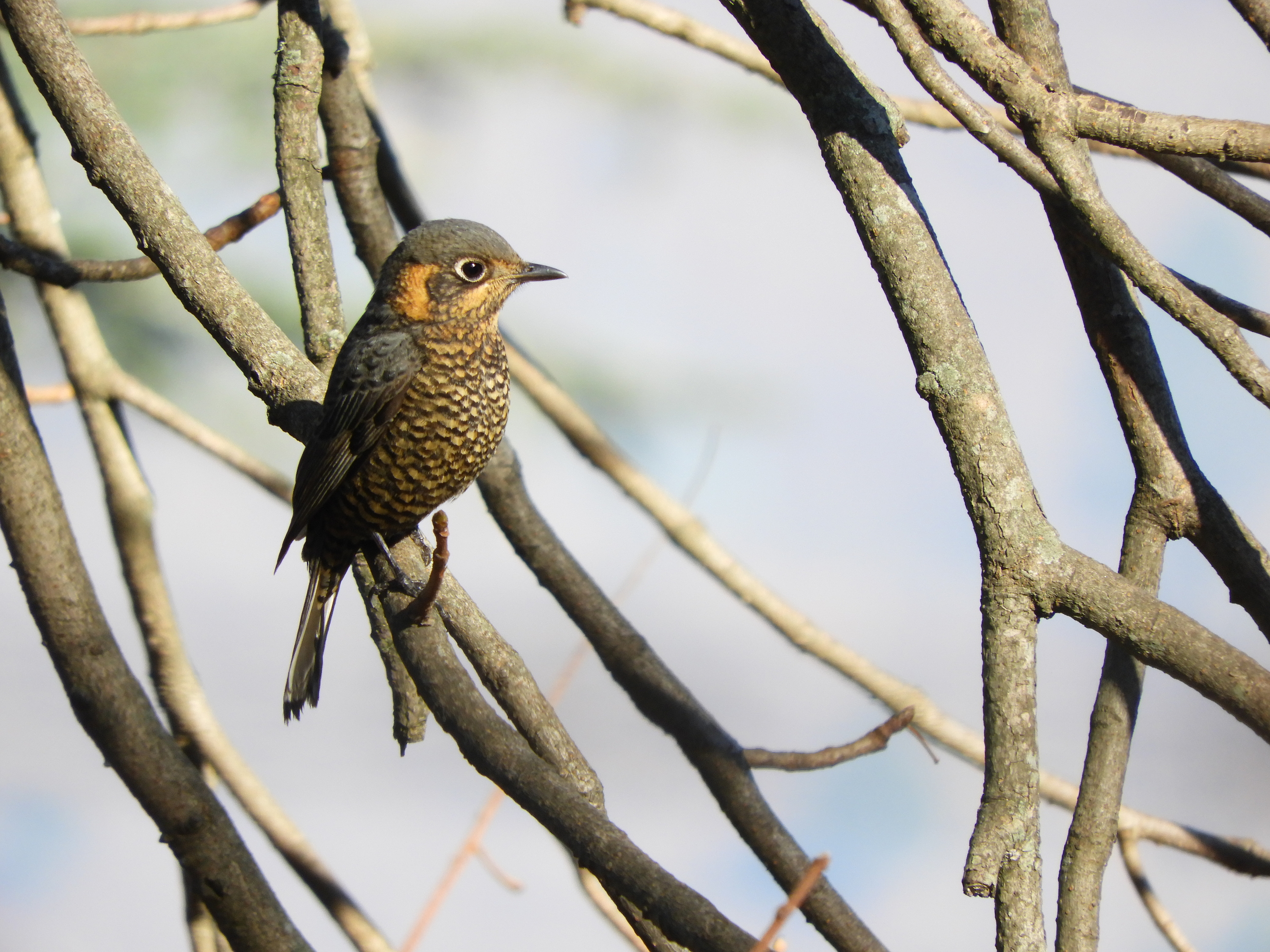
Hona.

### Läten
Den kastanjebukiga stentrastens sång består av en fyllig serie korta visslande fraser som på engelska återges "twew-twi-er tre-twi teedle-desh". Bland lätena hörs ett vasst "quach" ett gällt och tunt "stick" och som varningsläte ett djupt och raspigt "churr".

## Utbredning och systematik
Fågeln förekommer från Pakistan till sydöstra Tibet, sydvästra Kina, Myanmar, norra Laos och norra Vietnam. Den behandlas som monotypisk, det vill säga att den inte delas in i några underarter.

### Familjetillhörighet
Stentrastarna ansågs fram tills nyligen liksom bland andra stenskvättor, rödstjärtar och buskskvättor vara små trastar. DNA-studier visar dock att de är marklevande flugsnappare (Muscicapidae) och förs därför numera till den familjen.

## Levnadssätt
Kastanjebukig stentrast häckar i öppen löv- eller barrskog med klippiga hällar på mellan 1200 och 2440 meters höjd. Den lever huvudsakligen av insekter som harkrankar och cikador som slås ihjäl mot en gren innan de sväljs. Fågeln häckar mellan mars och juli i Himalaya, i april i Myanmar och mellan april och maj i sydöstra Kina. Boet placeras i en klippskreva eller på en avsats. Den lägger endast en kull med tre till sex glansigt blekrosa eller gräddvita ägg med rödaktiga fläckar. Arten är stannfågel eller höjdledsflyttare.

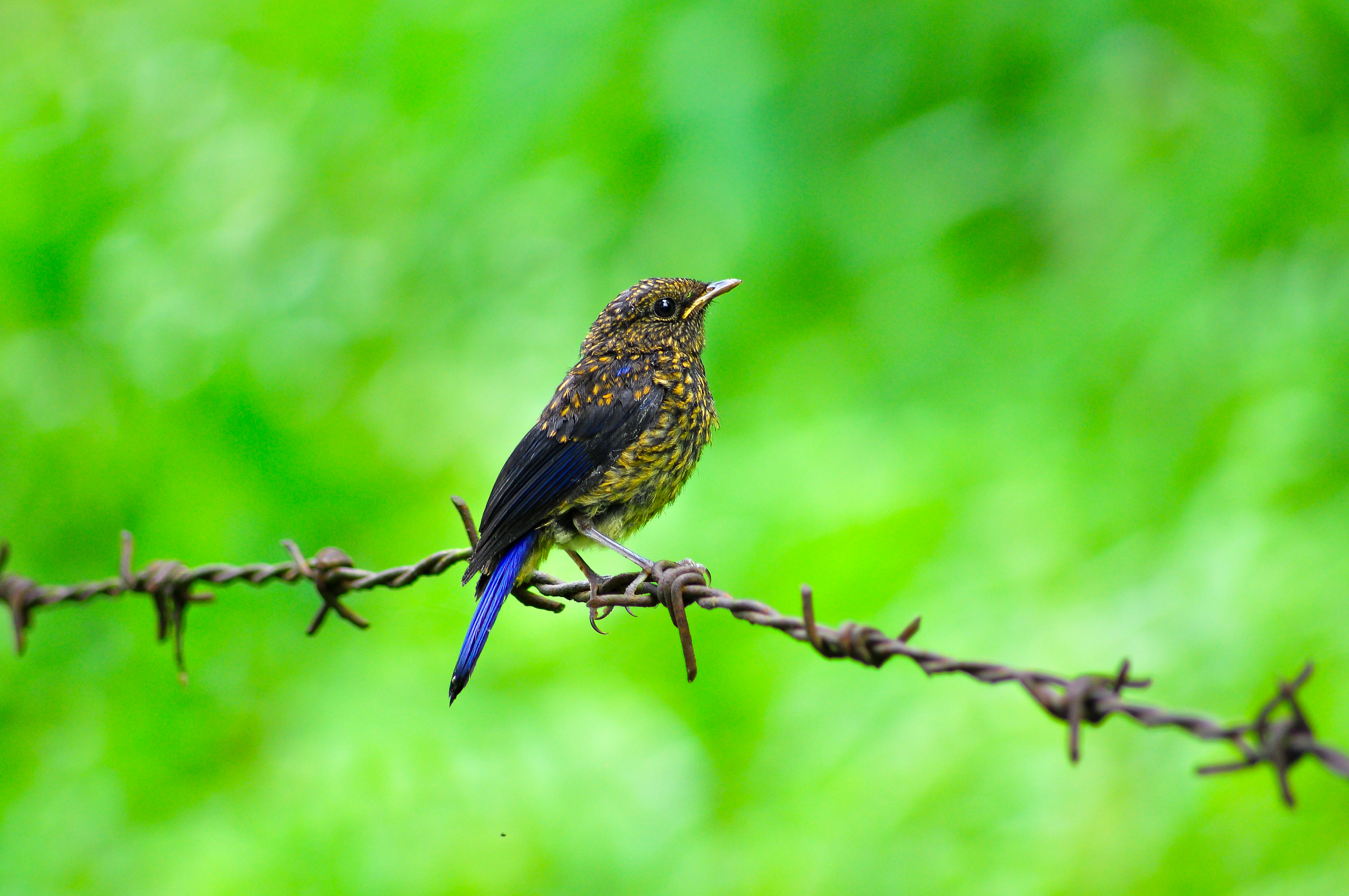
Ungfågel.

## Status och hot
Arten har ett stort utbredningsområde, men tros minska i antal, dock inte tillräckligt kraftigt för att den ska betraktas som hotad. Internationella naturvårdsunionen IUCN listar arten som nära hotad (LC). Världspopulationen har inte uppskattats men den beskrivs som ganska eller lokalt vanlig.